# (34851) 2001 TT8
2001 TT8 (asteroide 34851) é um asteroide da cintura principal. Possui uma excentricidade de 0.07245850 e uma inclinação de 5.93345º.
Este asteroide foi descoberto no dia 9 de outubro de 2001 por LINEAR em Socorro.